# Medalla Elliott Cresson
La medalla [de oro] Elliott Cresson (en inglés: Elliott Cresson Medal), es el galardón más distinguido otorgado por el Franklin Institute. El premio fue establecido por Elliott Cresson, miembro vitalicio del Instituto Franklin, en 1848, con una cantidad de 1000 dólares (muy importante para la época). La medalla se concedía como premio «por algún tipo de descubrimiento en las Artes y las Ciencias, por una invención, por la mejora de una máquina, por algún nuevo proceso de fabricación, por la habilidad, el ingenio o la perfección en la aplicación de la mano de obra». La medalla fue otorgada por primera vez en 1875, 21 años después de la muerte de Cresson.
El Instituto Franklin continuó concediendo la medalla de forma ocasional hasta el año 1998, cuando se reorganizaron todos sus premios otorgándolos bajo un solo galardón: los "Franklin Institute Awards". Mientras se concedió el premio, se otorgaron un total de 268 medallas Elliott Cresson.

## Lista de galardonados con la Medalla Elliott Cresson
| Año  | Galardonado(s)                                            | Categoría                                           | Cita |
| ---- | --------------------------------------------------------- | --------------------------------------------------- | --- |
| 1875 | William Gibson A. Bonwill                                 | Ciencias de la vida                                 | Martillo dental electromagnético |
| 1875 | Fiss, Banes, Erben & Co.                                  | Ingeniería                                          | Worsted Yarns |
| 1875 | Powers & Weightman                                        | Ingeniería                                          | Fabricación de drogas |
| 1875 | William P. Tatham                                         | Invención                                           | Imprenta |
| 1875 | Benjamin Chew Tilghman                                    | Ingeniería                                          | Abrasión con arena |
| 1875 | Joseph Zentmayer                                          | Ingeniería                                          | Microscopios y objetivos |
| 1877 | John Charlton                                             | Ingeniería                                          | Acoplamiento del eje |
| 1877 | P. H. Dudley                                              | Ingeniería                                          | Dinamógrafo |
| 1878 | Henry Bower                                               | Química                                             | Glicerina inodora |
| 1878 | Cyrus Chambers, Jr.                                       | Ingeniería                                          | Cortadora de pernos y remaches |
| 1878 | Williams Farr Goodwin                                     | Ingeniería                                          | Prueba competitiva de segadoras |
| 1879 | Norbert Delandtsheer                                      | Invención                                           | Máquina para ensayar lino |
| 1880 | Louis H. Spellier                                         | Invención                                           | Cronometría telegráfica |
| 1881 | W. Woodnut Griscom                                        | Ingeniería                                          | Motor de inducción eléctrica y batería |
| 1885 | Cyprien Chabot                                            | Ingeniería                                          | Máquina de coser zapatos |
| 1885 | Frederick Siemens                                         | Ingeniería                                          | Quemador de gas regenerativo |
| 1886 | Patrick Bernard Delany                                    | Ingeniería                                          | Telegrafía sincrónica |
| 1886 | Thaddeus S. C. Lowe                                       | Ingeniería                                          | Proceso y aparato de gas de agua |
| 1886 | Ott & Brewer Ott & Brewer                                 | Ingeniería                                          | Artículos de porcelana y porcelana |
| 1886 | Pratt & Whitney Co.                                       | Ingeniería                                          | Sistema de engranajes de corte intercambiables |
| 1886 | Robert H. Ramsay                                          | Ingeniería                                          | Aparato de transferencia de vagones de ferrocarril |
| 1886 | Liberty Walkup                                            | Invención                                           | Aerógrafo |
| 1887 | Charles F. Albert                                         | Ingeniería                                          | Violines y arcos |
| 1887 | Hugo Bilgram                                              | Ingeniería                                          | Cortador de engranajes cónicos |
| 1887 | Alfred H. Cowles                                          | Ingeniería                                          | Horno de fundición eléctrica |
| 1887 | Eugene H. Cowles                                          | Ingeniería                                          | Horno de fundición eléctrica |
| 1887 | Thomas Shaw                                               | Ingeniería                                          | Pruebas de gases mineros y sistema de señalización minera |
| 1889 | Edward Alfred Cowper                                      | Invención                                           | Telégrafo con escritura |
| 1889 | Ottmar Mergenthaler                                       | Ingeniería                                          | Linotipia |
| 1889 | T. Hart Robertson                                         | Invención                                           | Telégrafo con escritura |
| 1889 | George Frederick Simonds                                  | Ingeniería                                          | Laminadora universal |
| 1890 | James B. Hammond                                          | Ingeniería                                          | Mejoras en la máquina de escribir |
| 1890 | Herman Hollerith                                          | Computación y ciencias del conocimiento             | Dispositivo de tabulación eléctrica |
| 1890 | Mayer Hayes & Co.                                         | Ingeniería                                          | Manufactura de hilos |
| 1891 | Stockton Bates                                            | Ingeniería                                          | Soporte de husillo |
| 1891 | James H. Bevington                                        | Ingeniería                                          | Metal de soldadura y tubo de hilatura y conformación |
| 1891 | Bradley Allen Fiske                                       | Ingeniería                                          | Telémetro |
| 1891 | Tinius Olsen                                              | Ingeniería                                          | Máquina de pruebas |
| 1891 | Edwin F. Shaw                                             | Ingeniería                                          | Soporte de husillo |
| 1891 | Samuel M. Vauclain                                        | Ingeniería                                          | Locomotora compuesta |
| 1891 | George M. Von Culin                                       | Ingeniería                                          | Soporte de husillo |
| 1892 | Philip H. Holmes                                          | Ingeniería                                          | Composición para rodamientos |
| 1892 | Henry M. Howe                                             | Ingeniería                                          | Metalurgia del acero |
| 1893 | Clifford H. Batchellor                                    | Ingeniería                                          | Locomotora compuesta |
| 1893 | Frederic Eugene Ives                                      | Ingeniería                                          | Fotografía en color |
| 1893 | George E. Marks                                           | Ciencias de la vida                                 | Mejoras en extremidades artificiales |
| 1893 | Paul von Jankó                                            | Ingeniería                                          | Teclado Jankó |
| 1894 | Nikola Tesla                                              | Ingeniería                                          | Alternancia de corrientes eléctricas de alta frecuencia |
| 1895 | Henry M. Howe                                             | Ingeniería                                          | Investigaciones experimentales sobre acero |
| 1895 | James Peckover                                            | Invención                                           | Sierra de piedra |
| 1895 | Lester Allan Pelton                                       | Ingeniería                                          | Turbina Pelton |
| 1896 | Patrick Bernard Delany                                    | Ingeniería                                          | Telegrafía, sistema de alta velocidad |
| 1896 | Tolbert Lanston                                           | Invención                                           | Máquina monotipo |
| 1897 | Hamilton Y. Castner                                       | Ingeniería                                          | Proceso de descomposición electrolítica de cloruros alcalinos |
| 1897 | Elisha Gray                                               | Ingeniería                                          | Telautógrafo |
| 1897 | Charles Francis Jenkins                                   | Invención                                           | Proyector Phantoscope |
| 1897 | Wilhelm Conrad Röntgen                                    | Física                                              | Descubrimiento de los rayos X |
| 1897 | Joseph Wilckes                                            | Invención                                           | Econometría |
| 1898 | Wilbur Olin Atwater                                       | Ingeniería                                          | Calorímetro de respiración |
| 1898 | Thomas Corscaden                                          | Ingeniería                                          | Polea de correa de acero forjado |
| 1898 | Clemens Hirschel                                          | Invención                                           | Medidor Venturi |
| 1898 | Henri Moissan                                             | Ingeniería                                          | Investigaciones con su horno eléctrico. |
| 1898 | Edward Bennett Rosa                                       | Ingeniería                                          | Calorímetro de respiración |
| 1900 | American Cotton Company                                   | Ingeniería                                          | Sistema de balas de algodón redondas |
| 1900 | Louis Edward Levy                                         | Ingeniería                                          | Método y aparato para el grabado de placas metálicas con ácido por chorro |
| 1900 | Pencoyd Iron Works                                        | Ingeniería                                          | Construcción de puentes |
| 1900 | United States Geological Survey                           | Ciencias de la tierra                               | Exhibición del USGS |
| 1900 | Carl Auer von Welsbach                                    | Química                                             | Discoveries regarding metallic oxides |
| 1901 | Rudolph Diesel                                            | Ingeniería                                          | Motor diésel |
| 1901 | John S. Forbes                                            | Química                                             | Proceso de calentamiento y esterilización automática de fluidos |
| 1901 | Lewis M. Haupt                                            | Ingeniería                                          | Rompeolas de reacción |
| 1901 | Mason & Hamlin Company                                    | Ingeniería                                          | Órgano de tubos Liszt |
| 1901 | A. G. Waterhouse                                          | Ingeniería                                          | Proceso de calentamiento y esterilización automática de fluidos |
| 1902 | Charles Ernest Acker                                      | Ingeniería                                          | Fabricación de álcalis cáusticos y gas halógeno |
| 1902 | Fred W. Taylor                                            | Ingeniería                                          | Proceso de herramienta de tratamiento de acero |
| 1902 | Maunsel White                                             | Ingeniería                                          | Proceso de herramienta de tratamiento de acero |
| 1903 | G. H. Clam                                                | Ingeniería                                          | Método de eliminación de metales de mezclas de metales. |
| 1903 | Joseph L. Ferrell                                         | Ingeniería                                          | Proceso de ignifugación de madera |
| 1903 | Wilson Lindsley Gill                                      | Ingeniería; computación y ciencias del conocimiento | Plan educativo de la ciudad escolar |
| 1903 | Victor Goldschmidt                                        | Ingeniería                                          | Teoría de la armonía musical. |
| 1903 | Frank J. Sprague                                          | Ingeniería                                          | Sistema de tracción eléctrica |
| 1904 | James Mapes Dodge                                         | Ingeniería                                          | Sistema de almacenamiento de carbón |
| 1904 | Wilson Lindsley Gill                                      | Ingeniería; computación y ciencias del conocimiento | Ciudad escuela |
| 1904 | Hans Goldschmidt                                          | Física                                              | Aluminotermia |
| 1904 | Louis E. Levy                                             | Ingeniería                                          | Máquina para la preparación de planchas para grabado |
| 1904 | L. D. Lovekin                                             | Ingeniería                                          | Maquinaria de expansión y brida para tubos |
| 1904 | Alexander E. Outerbridge, Jr.                             | Ingeniería                                          | Estructura molecular del hierro fundido |
| 1904 | John Clinton Parker                                       | Ingeniería                                          | Generador de vapor |
| 1905 | Gray National Telautograph Company Elisha Gray            | Ingeniería                                          | Telautógrafo |
| 1905 | Michael Idvorsky Pupin                                    | Física                                              | Reducción de la atenuación de las ondas eléctricas |
| 1906 | American Paper Bottle Company                             | Ingeniería                                          | Botellas de leche de papel |
| 1906 | William Joseph Hammer                                     | (sin especificar)                                   | Colección histórica de lámparas eléctricas incandescentes Hammer |
| 1907 | Baldwin Locomotive Works                                  | Ingeniería                                          | Contribuciones a la evolución de las locomotoras americanas |
| 1907 | John L. Borsch                                            | Física                                              | Una nueva lente bifocal |
| 1907 | J. Allen Heany                                            | Ingeniería                                          | Alambre aislado a prueba de fuego |
| 1907 | Ferdinand Philips                                         | Ingeniería                                          | Polea de acero prensado para transmisión de potencia |
| 1907 | Edward R. Taylor                                          | Química                                             | Horno eléctrico de fabricación de bisulfuro de carbono |
| 1908 | Romeyn Beck Hough                                         | Ingeniería                                          | Usos de maderas americanas |
| 1908 | Anatole Mallet                                            | Ingeniería                                          | Locomotora articulada compuesta mejorada |
| 1909 | Marie Curie                                               | Química                                             | Descubrimiento del elemento radio |
| 1909 | Pierre Curie                                              | Química                                             | Descubrimiento del elemento radio |
| 1909 | Wolfgang Gaede                                            | Ingeniería                                          | Bomba de aire molecular |
| 1909 | James Gayley                                              | Ingeniería                                          | Inyección de aire seco en el funcionamiento de los altos hornos |
| 1909 | Auguste and Louis Lumière                                 | Ingeniería                                          | Fotografía en color |
| 1909 | George Owen Squier                                        | Ingeniería                                          | Telefonía multiplex |
| 1909 | Benjamin Talbot                                           | Ingeniería                                          | Proceso de acero de hogar abierto |
| 1909 | Walter Victor Turner                                      | Ingeniería                                          | Diseño y aplicación de frenos de aire |
| 1909 | Underwood Typewriter Co.                                  | Ingeniería                                          | Máquina de escribir Underwood |
| 1909 | Alexis Vernasz                                            | Ingeniería                                          | Limas con filo |
| 1909 | H. A. Wise Wood                                           | Ingeniería                                          | La máquina de galvanoplastia |
| 1910 | Automatic Electric Company                                | Ingeniería                                          | Sistema automático de telefonía |
| 1910 | John A. Brashear                                          | Física                                              | Obras distinguidas en instrumentos astronómicos |
| 1910 | Peter Cooper Hewitt                                       | Invención                                           | Rectificador de mercurio |
| 1910 | John Fritz                                                | Ingeniería                                          | Obras distinguidas en siderurgia |
| 1910 | Robert Abbott Hadfield                                    | Ingeniería                                          | Obras distinguidas en ciencias metalúrgicas |
| 1910 | Ernest Rutherford                                         | Ingeniería                                          | Obras distinguidas en teoría eléctrica |
| 1910 | Joseph John Thomson                                       | Física                                              | Obras distinguidas en ciencias físicas |
| 1910 | Edward Weston                                             | Ingeniería                                          | Obras distinguidas en descubrimientos eléctricos |
| 1910 | Harvey W. Wiley                                           | Ciencias de la vida                                 | Obras distinguidas en química agrícola |
| 1912 | Alexander Graham Bell                                     | Ingeniería                                          | Transmisión eléctrica del discurso articulado |
| 1912 | William Crookes                                           | Química                                             | Descubrimientos en química |
| 1912 | Alfred E Noble                                            | Ingeniería                                          | Obras distinguidas en ingeniería civil |
| 1912 | Edward Williams Morley                                    | Química                                             | Determinación de magnitudes fundamentales en química |
| 1912 | Albert A. Michelson                                       | Física                                              | Investigaciones en óptica física |
| 1912 | Sir Henry Enfield Roscoe                                  | Química                                             | Investigación importante en química |
| 1912 | Samuel Wesley Stratton                                    | Ingeniería                                          | Obras distinguidas en metrología |
| 1912 | Elihu Thomson                                             | Ingeniería                                          | Aplicaciones industriales de la electricidad |
| 1912 | Adolf von Baeyer                                          | Química                                             | Investigación extendida en química orgánica |
| 1913 | Emile Berliner                                            | Ingeniería                                          | Contribuciones a telefonía y ciencia de la reproducción de sonido. |
| 1913 | Hermann Emil Fischer                                      | Ciencias de la vida                                 | Química orgánica y bioquímica |
| 1913 | Sir William Ramsay                                        | Química                                             | Descubrimientos en química |
| 1913 | Isham Randolph                                            | Ingeniería                                          | Obras distinguidas en ingeniería civil |
| 1913 | John Strutt                                               | Física                                              | Investigaciones extendidas en ciencias físicas |
| 1913 | Albert Sauveur                                            | Ingeniería                                          | Metalografía del hierro y el acero |
| 1913 | Charles Proteus Steinmetz                                 | Ingeniería                                          | Métodos analíticos en ingeniería eléctrica |
| 1914 | Josef Maria von Eder                                      | Química                                             | Investigaciones originales en fotoquímica |
| 1914 | Carl Paul Gottfried von Linde                             | Ingeniería                                          | Licuefacción de gases y refrigeración |
| 1914 | Edgar Fahs Smith                                          | Química                                             | Liderando trabajos en electro-química |
| 1914 | Orville Wright                                            | Ingeniería                                          | El arte y la ciencia de la aviación |
| 1915 | Michael J. Owens                                          | Ingeniería                                          | Máquina automática de soplado de botellas |
| 1916 | American Telephone & Telegraph                            | Ingeniería                                          | Desarrollo del arte de la telefonía |
| 1916 | Byron E. Eldred                                           | Ingeniería                                          | Alambre de baja expansión para lámparas incandescentes |
| 1916 | Robert Gans                                               | Ingeniería                                          | Proceso de ablandamiento de agua Permutit |
| 1917 | Edwin Fitch Northrup                                      | Ingeniería                                          | Investigación de hornos eléctricos y alta temperatura |
| 1918 | Isaac Newton Lewis                                        | Ingeniería                                          | Ametralladora Lewis |
| 1920 | William LeRoy Emmet                                       | Ingeniería                                          | Propulsión Eléctrica de Naves |
| 1923 | Lee DeForest                                              | Ingeniería                                          | Audión |
| 1923 | Raymond D. Johnson                                        | Ingeniería                                          | Válvula hidráulica |
| 1923 | Albert Kingsbury                                          | Ingeniería                                          | Cojinete de empuje |
| 1925 | Francis Hodgkinson                                        | Ingeniería                                          | Electrodomésticos turboeléctricos |
| 1926 | George Ellery Hale                                        | Física                                              | Investigaciones astronómicas del sol, la atmósfera solar y la física solar |
| 1926 | Charles S. Hastings                                       | Ingeniería                                          | Diseño de sistemas ópticos |
| 1927 | Dayton C. Miller                                          | Física                                              | Investigaciones en sonido |
| 1927 | Edward Leamington Nichols                                 | Física                                              | Investigaciones en ciencias físicas |
| 1928 | Gustaf W. Elmen                                           | Ingeniería                                          | Permalloy |
| 1928 | Henry Ford                                                | Ingeniería                                          | Revolución en la industria automotriz y el liderazgo industrial |
| 1928 | Vladimir Karapetoff                                       | Computación y ciencias del conocimiento             | Dispositivos de computación cinemática |
| 1928 | Charles L. Lawrance                                       | Ingeniería                                          | Motor Wright J-5 |
| 1929 | James Colquhoun Irvine                                    | Ciencias de la vida                                 | Química de carbohidratos |
| 1929 | Chevalier Jackson                                         | Ciencias de la vida                                 | Instrumentos para la eliminación de cuerpos extraños de los conductos respiratorios y alimentarios |
| 1929 | Elmer Ambrose Sperry                                      | Ingeniería                                          | Instrumentos de navegación y grabación (girocompás) |
| 1930 | Norman Rothwell Gibson                                    | Física                                              | Medición del flujo de líquido en conductos cerrados |
| 1930 | Irving Edwin Moultrop                                     | Ingeniería                                          | Calderas de vapor a alta presión en estaciones de generación eléctrica |
| 1931 | Clinton Joseph Davisson ( Premio Nobel de Física de 1937) | Física                                              | Dispersión y difracción de electrones por cristales (Experimento de Davisson-Germer) |
| 1931 | Lester Halbert Germer                                     | Física                                              | Dispersión y difracción de electrones por cristales |
| 1931 | Kotaro Honda                                              | Ingeniería                                          | Contribuciones al magnetismo y la metalurgia |
| 1931 | Theodore Lyman                                            | Física                                              | Trabajos en espectroscopía |
| 1932 | Percy W. Bridgman                                         | Física                                              | Trabajos en alta presión |
| 1932 | Charles LeGeyt Fortescue                                  | Ingeniería                                          | Coordenadas simétricas en redes polifásicas (Teorema de Fortescue) |
| 1932 | John B. Whitehead                                         | (sin especificar)                                   | Comportamiento dieléctrico |
| 1933 | Walther Bauersfeld                                        | Física                                              | Planetario Óptico |
| 1933 | Juan de la Cierva                                         | Ingeniería                                          | Máquina de vuelo automático con alas que giran libremente |
| 1934 | Stuart Ballantine                                         | Ingeniería                                          | Antena vertical para transmisión de radio |
| 1934 | Union Switch & Signal                                     | Ingeniería                                          | Señal continua de cabina y sistemas automáticos de control de trenes |
| 1936 | George O. Curme                                           | Química                                             | Hidrocarburos alifáticos |
| 1936 | Robert J. Van de Graaff                                   | Ingeniería                                          | Generador electrostático de alto voltaje (Generador de Van de Graaff) |
| 1937 | Carl David Anderson ( Premio Nobel de Física de 1936)     | Química                                             | Descubrimiento del positrón (1932) y del muon (1936) |
| 1937 | William Bowie                                             | Ciencias de la tierra                               | Contribuciones a la Ciencia de la Geodesia (Isostasia) |
| 1937 | Jacques Edwin Brandenberger                               | Ingeniería                                          | Proceso para la fabricación de celofán |
| 1937 | William F. Giauque ( Premio Nobel de Química de 1949)     | Física                                              | Investigación a baja temperatura |
| 1937 | Ernest O. Lawrence ( Premio Nobel de Física de 1939)      | Ingeniería                                          | Desarrollo del Ciclotrón |
| 1938 | Edwin H. Land                                             | Ingeniería                                          | Cámara instantánea |
| 1939 | Charles Vernon Boys                                       | Física                                              | Creación de nuevos métodos para medir la gravitación, el sonido, el calor, la radiación y la electricidad corriente y estática                                                                                         |
| 1939 | George Ashley Campbell                                    | Ingeniería                                          | Teoría de circuitos eléctricos para mejoras en telefonía |
| 1939 | John R. Carson                                            | Ingeniería                                          | Contribuciones a las comunicaciones eléctricas |
| 1940 | Frederick M. Backet                                       | Ingeniería                                          | Ferroaleaciones bajas en carbono y electrometalurgia |
| 1940 | Robert R. Williams                                        | Ciencias de la vida                                 | Investigaciones sobre la vitamina B1, incluido su aislamiento en estado puro en cantidades suficientes para estudios posteriores                                                                                       |
| 1941 | United States Navy                                        | Ingeniería                                          | Dispositivos de rescate submarino, pulmón mecánico y cámara de rescate |
| 1942 | Claude Silbert Hudson                                     | Ciencias de la vida                                 | Investigación en química de carbohidratos |
| 1942 | Isidor I. Rabi ( Premio Nobel de Física de 1944)          | Física                                              | Medición de momentos magnéticos de núcleos atómicos y sus espectros de radiofrecuencia |
| 1943 | Charles Metcalf Allen                                     | Ingeniería                                          | Método de velocidad de sal para medir el flujo de agua en conductos |
| 1944 | Roger Adams                                               | Química                                             | Contribuciones en química orgánica |
| 1945 | Stanford Caldwell Hooper                                  | Ingeniería                                          | Liderazgo en el campo de la radio para la Marina de los EE. UU. |
| 1945 | Lewis Ferry Moody                                         | Ingeniería                                          | Turbinas hidráulicas |
| 1946 | Gladeon M. Barnes                                         | Ingeniería                                          | Contribuciones al diseño y desarrollo de cañones antiaéreos, tanques, artillería de costa y vehículos con soldaduras                                                                                                   |
| 1948 | Edwin H. Colpitts                                         | Ingeniería                                          | Sistemas prácticos de comunicaciones a larga distancia |
| 1950 | Basil Ferdinand Jamieson Schonland                        | Física                                              | Trabajo en el campo de la electricidad atmosférica y el mecanismo de descarga de rayos |
| 1952 | Edward C. Molina                                          | Ingeniería                                          | Contribuciones a la mejora de las comunicaciones telefónicas mediante la aplicación de probabilidad matemática al estudio del tráfico telefónico y mediante la invención de equipos de conmutación                     |
| 1952 | H. Birchard Taylor                                        | Ingeniería                                          | Desarrollo de la turbina de reacción vertical de un solo corredor |
| 1953 | William Blum                                              | Física                                              | Bases científicas para la electrodeposición de metales |
| 1953 | George Russell Harrison                                   | Física                                              | Medición de precisión en el Efecto Zeeman |
| 1953 | William F. Meggers                                        | Física                                              | Contribuciones al campo de la espectroscopia y al conocimiento de la estructura electrónica de muchos elementos |
| 1955 | F. Philip Bowden                                          | Física                                              | Por investigaciones extensas que involucran fricciones entre superficies sólidas |
| 1957 | Willard F. Libby ( Premio Nobel de Física de 1960)        | Física                                              | Técnica de datación por radiocarbono |
| 1957 | Reginald James Seymour Pigott                             | Ingeniería                                          | Logros de ingeniería, inventos y liderazgo |
| 1957 | Robert Alexander Watson-Watt                              | Ingeniería                                          | Radar pulsado y desarrollo de sistemas de radar |
| 1958 | Joseph C. Patrick                                         | Química                                             | Descubrimientos en polímeros de polisulfuro y nuevos procesos de combinación de compuestos químicos para la fabricación de caucho sintético                                                                            |
| 1958 | Stephen P. Timoshenko                                     | Ingeniería                                          | Teoría de la elasticidad y estabilidad elástica |
| 1959 | John Hays Hammond                                         | Ingeniería                                          | Desarrollo de control remoto por radio de vehículos en movimiento |
| 1959 | Henry Charles Harrison                                    | Ingeniería                                          | Principio de impedancia compatible en dispositivos electromecánicos |
| 1959 | Irving Wolff                                              | Ingeniería                                          | Contribuciones a la radio, el radar y la electrónica |
| 1960 | Hugh Latimer Dryden                                       | Ingeniería                                          | Contribuciones, una teoría y aplicación de la aerodinámica que avanzó en el arte del diseño de túneles de viento y aviones, y por sus contribuciones, diseño y desarrollo del primer misil guiado con radar automático |
| 1960 | Arpad Ludwig Nadai                                        | Ingeniería                                          | Trabajo pionero en elasticidad de materiales |
| 1960 | William Francis Gray Swann                                | Física                                              | Estudios significativos en el campo de la radiación cósmica |
| 1961 | Donald A. Glaser ( Premio Nobel de Física en 1960         | Física                                              | La cámara de burbujas para rastrear y fotografiar huellas de partículas ionizantes de alta energía y los fragmentos de colisiones nucleares                                                                            |
| 1961 | Rudolf L. Mössbauer ( Premio Nobel de Física de 1961)     | Física                                              | Descubrimiento de emisión sin retroceso (Efecto Mößbauer) |
| 1961 | Reinhold Rudenberg                                        | Ingeniería                                          | Rendimiento de los sistemas de energía eléctrica |
| 1961 | James Alfred Van Allen                                    | Física                                              | Logros pioneros en ciencia espacial, cinturones de radiación de Van Allen |
| 1962 | James G. Baker                                            | Física                                              | Innovaciones en el diseño de instrumentos astronómicos y las matemáticas del diseño óptico |
| 1962 | Wernher von Braun                                         | Ingeniería                                          | Motores cohete de carburante líquido y desarrollo de cohetes |
| 1963 | Nicholas Christofilos                                     | Física                                              | Contribuciones a electromagnetismo aplicado y la física nuclear como la concepción del principio de enfoque extraño en sincrotrones, la operación ARGUS y los principios en el desarrollo del Astron                   |
| 1963 | Grote Reber                                               | Física                                              | Radioastronomía, primeros radiotelescopios y la identificación de la primera radioestrella |
| 1964 | Waldo L. Semon                                            | Ingeniería                                          | Logros en la producción de caucho natural y sintético |
| 1964 | Richard V. Southwell                                      | Física                                              | Solución de problemas de pandeo en física e ingeniería |
| 1964 | Robert Rathbun Wilson                                     | Física                                              | Contribuciones al control y dirección de haces de partículas de alta energía y como diseñador de instrumentación para la medición de fenómenos físicos de alta energía                                                 |
| 1965 | Donald Dexter Van Slyke                                   | Ciencias de la vida                                 | Procedimientos y aparatos de química clínica. |
| 1966 | Everitt P. Blizard                                        | Física                                              | Desarrollo de la teoría del blindaje contra la radiación |
| 1966 | Herman Francis Mark                                       | Química                                             | Polímeros |
| 1968 | Neil Bartlett                                             | Química                                             | Flúor compuestos de Xenón y Radón |
| 1969 | Henry Eyring                                              | Química                                             | Cálculos mecánicos cuánticos de activation energies |
| 1969 | Peter Carl Goldmark                                       | Ingeniería                                          | Contributions in the fields of electronics |
| 1970 | Walter Henry Zinn                                         | Ingeniería                                          | Reactor nuclear |
| 1971 | Paul J. Flory                                             | Química                                             | Ciencia de los polímeros |
| 1971 | John Hasbrouck Van Vleck                                  | Física                                              | Teorías del magnetismo y dieléctricos |
| 1972 | Brian D. Josephson                                        | Física                                              | Efecto Josephson y teoría de la materia a bajas temperaturas |
| 1972 | William Powell Lear                                       | Ingeniería                                          | Desarrollo de maniobras completas con piloto automático y Learjet |
| 1973 | Allan R. Sandage                                          | Física                                              | Astronomía |
| 1973 | John Paul Stapp                                           | Ciencias de la vida                                 | Investigación de lesiones por choque |
| 1974 | Theodore L. Cairns                                        | Química                                             | Perciano compuestos, síntesis y exploración de propiedades químicas y físicas |
| 1974 | Robert H. Dicke                                           | Física                                              | Su papel en los experimentos y la teoría gravitacionales |
| 1974 | Arie Jan Haagen-Smit                                      | Ciencias de la tierra                               | Hormonas vegetales y contaminación del aire química |
| 1974 | Bruno B. Rossi                                            | Física                                              | Radiación cósmica, astronomía de rayos gamma |
| 1975 | Mildred Cohn                                              | Ciencias de la vida                                 | Análisis de resonancia magnética nuclear de complejos enzimáticos |
| 1975 | Michael James Lighthill                                   | Física                                              | Teoría del cuadrupolo acústico de generación de ruido aerodinámico |
| 1976 | Leon Lederman                                             | Física                                              | Liderazgo a la vanguardia de la experimentación en el estudio de interacciones de alta energía, fuerzas nucleares y física de partículas                                                                               |
| 1978 | Herbert C. Brown                                          | Química                                             | Desarrollo de métodos para la síntesis de diborano e hidruros alcalinos |
| 1978 | Frank H. Stillinger                                       | Química                                             | Simulación por computadora de moléculas de agua |
| 1979 | Steven Weinberg                                           | Física                                              | Teoría del campo unificado de la interacción débil y el electromagnetismo |
| 1980 | Riccardo Giacconi                                         | Física                                              | Excelente trabajo en astronomía de rayos-X |
| 1981 | Marion King Hubbert                                       | Ciencias de la tierra                               | Aplicación de métodos cuantitativos a problemas geológicos. |
| 1982 | Harold P. Eubank                                          | Física                                              | Plasma |
| 1982 | Edgar Bright Wilson, Jr.                                  | Física                                              | Contribuciones a la comprensión de la estructura molecular y su dinámica |
| 1984 | Elizabeth F. Neufeld                                      | Ciencias de la vida                                 | Por la investigación de la genética de la mucopolisacaridosis |
| 1985 | Robert N. Clayton                                         | Ingeniería                                          | Por la aplicación del espectrómetro de masas a la investigación en geociencia |
| 1985 | Andrei Sakharov                                           | Física                                              | Por contribuciones al control de las reacciones termonucleares, la síntesis de bariones y la desintegración de protones, gravedad inducida y el modelo de quark                                                        |
| 1986 | Leo P. Kadanoff                                           | Física                                              | Por contribuciones a la comprensión actual de la transición de fase de segundo orden |
| 1987 | Gerd Binnig                                               | Física                                              | Por el desarrollo del microscopio de túnel de escaneo |
| 1987 | Heinrich Rohrer                                           | Física                                              | Por el desarrollo del microscopio de túnel de escaneo |
| 1988 | Harry G. Drickamer                                        | Ingeniería                                          | Por aclarar el papel de la presión en la producción de transiciones paramagnético-ferromagnético y conductor-aislante                                                                                                  |
| 1989 | Edward Norton Lorenz                                      | Física                                              | Por la interpretación de la teoría del caos en sistemas físicos |
| 1990 | Marlan O. Scully                                          | Física                                              | Por sus descubrimientos en física láser y óptica cuántica, física atómica y estadística e ingeniería biológica |
| 1991 | Yakir Aharonov                                            | Física                                              | Por observaciones de potenciales electromagnéticos e información sobre la mecánica cuántica |
| 1991 | David Bohm                                                | Física                                              | Por la aplicación de potenciales electromagnéticos elevados al estado de observables físicos |
| 1992 | Lap-Chee Tsui                                             | Ciencias de la vida                                 | Por el descubrimiento del gen de la fibrosis quística |
| 1995 | Marvin H. Caruthers                                       | Ciencias de la vida                                 | Por sus contribuciones en la automatización de la síntesis de oligonucleótidos de ADN |
| 1995 | Alfred Y. Cho                                             | Física                                              | Por el desarrollo y perfeccionamiento de técnicas de epitaxia de haz molecular para su uso en física cuántica |
| 1997 | Irwin Fridovich                                           | Ciencias de la vida                                 | Por descubrir la biología de las reacciones de radicales libres en organismos vivos |
| 1997 | Joe Milton McCord                                         | Ciencias de la vida                                 | Por descubrir la biología de las reacciones de los radicales libres en los organismos vivos |